# تعزيز مجتمعي
التعزيز المجتمعي هو ظاهرةٌ اجتماعية يجري التأكيد من خلالها على مفهومٍ أو فكرة في المجتمع مرارً وتكرارًا، بغض النظر عما إذا كان هنالك أدلّةٌ تجريبية كافية لدعمه. مع مرور الوقت، يُعزّز المفهوم أو الفكرة لتصبح إيمانًا راسخًا في أذهان كثيرٍ من الناس، ويمكن أن ينظر إليها أفراد المجتمع على أنها حقيقة. في كثير من الأحيان، قد يُعزّز المفهوم أو الفكرة تعزيزًا أكبر من خلال المنشورات في وسائل الإعلام أو الكتب أو وسائل الاتصال الأخرى. تشير عبارة «لا يمكن للملايين من الناس أن يكونوا مخطئين» إلى الاتجاه العام لقبول فكرةٍ معزّزة تعزيزًا جماعيًا دون مساءلة، والتي غالبًا ما تساعد في القبول الواسع النطاق للمعلومات غير المدعومة. وهنالك مصطلحٌ مشابه جدًا لهذا المصطلح هو تعزيز المجتمع، وهو طريقةٌ سلوكية لوقف إدمان المخدرات.

## في علاج الإدمان
نهج تعزيز المجتمع (CRA) هو نهج علاج إدمان الكحول السلوكي الذي يهدف إلى تحقيق الامتناع عن طريق القضاء على التعزيز الإيجابي للشرب والنهوض بالتعزيز الإيجابي للإقلاع عن الكحول. يدمج نهج تعزيز المجتمع (CRA) العديد من مكوّنات العلاج، بما في ذلك بناء حافز العميل للإقلاع عن الشرب، ومساعدته في بدء الاعتدال في الشرب، وتحليل نمط الشرب لدى العميل، وزيادة التعزيز الإيجابي، وتعلّم سلوكيات التكيّف الجديدة، وإشراك عناصر مهمّة أخرى في عملية التعافي. يمكن تعديل هذه المكوّنات وفقًا لاحتياجات العميل الفردية لتحقيق نتائج العلاج المثلى. بالإضافة إلى ذلك، يمكن أن تتأثّر نتائج العلاج بعوامل مثل أسلوب المعالج وكثافة العلاج الأولي. قدّمت العديد من الدراسات أدلّةً تثبت فعالية نهج تعزيز المجتمع (CRA) في تحقيق الامتناع. علاوةً على ذلك، دُمِج نهج تعزيز المجتمع بنجاح مع مجموعةٍ متنوعةٍ من النُهج العلاجية الأخرى، مثل العلاج العائلي والمقابلات الدافعية، واختُبِرت في علاج أنواعٍ أخرى من تعاطي المخدرات. إن تعزيز المجتمع والتدريب الأسري (CRAFT) مستنبطٌ من نهج تعزيز المجتمع الذي يهدف إلى كسب الآخرين المهمين المعنيين (CSOs) لمهارات إدمان الكحول لمساعدتهم في الحصول على الكحول في العلاج.

## في تطبيقاتٍ أخرى
في كتاب كريس إي. ستاوت علم نفس الإرهاب: الفهم والمنظور النظري، يشرح ستاوت كيف يكون تعزيز المجتمع حاضرًا في الحالة الذُهانية للإرهابيين. «سيشعر الفرد بقدرٍ أقلّ من المسؤولية والصِحّة في ما يُقدم عليه والشجاعة والمباركة والاندفاع وسيشعر بأنه مفضحوحٌ أمره. ويُعتقد أن عقلية الجماعة في منظمةٍ إرهابية تعزّز مهمّة الجماعة من خلال تعزيز المجتمع. من المرجّح أن يبقى الأعضاء مُتفانين ومُكرّسين أنفسهم للعمل الإرهابي إذا تلقّوا الدعم من الأعضاء الإرهابيين الآخرين. قد يتخلّى الفرد عن المهمة في ممارسة الأعمال الإرهابية، ولكن مع تعزيز أقرانه له، من المرجّح أن يبقى العضو ضالعًا.